# غرفة التجارة والصناعة والزراعة والحرف اليدوية (إيطاليا)
غرفة التجارة والصناعة والزراعة والحرف اليدوية (بالإيطالية: Camera di Commercio, Industria, Agricoltura e Artigianato)‏ (CCIAA ) هي مجموعة من المنظمات الإيطالية التي تعمل على الترويج للأنشطة التجارية. يتعين على الشركات التسجيل في غرفة المقاطعة التي تنتمي إليها وملء حساباتها المالية السنوية لدى سجل الأعمال في إيطاليا، وهو أحد أقسام الغرفة.
تشارك الغرفة أيضًا في استثمارات مباشرة في الشركات، مثل غرفة تجارة بولونيا وهي المساهم الرئيسي في مطار بولونيا غولييلمو ماركوني، مشغل مطار بولونيا، بالإضافة إلى تكنو القابضة، وهو كونسورتيوم يمتلك حصة أقلية في شركة إدارة مطار تورينو المساهمة وأوتوستراد لومباردي.

## روابط خارجية
- الموقع الرسمي باللغة الإيطالية
- الموقع الرسمي لـ Unioncamere باللغة الإيطالية
- الموقع الرسمي Registro delle Imprese باللغة الإيطالية